# Francesco Giangreco
Francesco Giangreco (Avola, 23 settembre 1891 – Catania, 9 ottobre 1980) è stato un generale italiano.

## Biografia
Francesco Giangreco nacque ad Avola, in Sicilia, nel 1891.
Intrapresa la carriera militare, con lo scoppio della prima guerra mondiale col grado di tenente ottenne il comando di una compagnia del 19º reggimento di fanteria della brigata "Brescia". È in questo frangente che ha modo di apprezzare le doti di un suo fante, Giuseppe Ungaretti, che ha l'occasione di salvare dal plotone d'esecuzione al quale molti suoi commilitoni volevano inviarlo per la sua mania di svegliarsi in piena notte ed accendere una candela per scrivere alcune delle sue poesie, attirandosi così le schioppettate dei nemici al fronte. È grazie a Giangreco che Ungaretti ottenne invece di essere trasferito nella retroguardia con mansioni d'ufficio.
Proseguendo la sua carriera, dopo l'8 settembre 1943 rimase fedele alla causa regia e, trovandosi al comando delle postazioni dell'esercito di stanza a Tenin, a cento chilometri da Zara, non venne avvisato per tempo del cambiamento di posizioni del governo e venne arrestato dagli ufficiali nazi-fascisti come traditore. Venne internato prima nel campo di concentramento Offizierlager 64/Z di Schokken e successivamente trasferito il 5 novembre di quello stesso anno nel campo di concentramento di Flossenbürg con il noto ammiraglio Wilhelm Canaris, e successivamente trasferito al campo di Dachau risultando poi tra il 5% dei 12.000 internati a sopravvivere per la liberazione da parte degli alleati nel 1945.
Morì a Catania nel 1980.